# Tom Wilson (calciatore)
Tom Wilson (Seaham, 16 aprile 1896 – Barnsley, 2 febbraio 1948) è stato un calciatore inglese, di ruolo difensore.

## Carriera

### Club
Ha sempre giocato nel campionato inglese.

### Nazionale
Ha vestito la maglia della Nazionale inglese in una sola occasione nel 1928.

## Palmarès

### Club

#### Competizioni nazionali
- Campionato inglese: 3

Huddersfield Town: 1923-1924, 1924-1925, 1925-1926
- Coppa d'Inghilterra: 1

Huddersfield Town: 1921-1922
- Community Shield: 1

Huddersfield Town: 1922